# Наумов, Геннадий Иванович
 Геннадий Иванович Наумов   (род. 8 июля 1944 года, Красноярск) — ученый-биолог, специалист  в областях генетики, эволюции и геносистематики. Профессор, доктор биологических наук.

## Биография
Геннадий Иванович Наумов родился в 8 июля 1944 года в Красноярске в русско-украинской семье военного офицера. По причине
военной службой отца, капитана ВВС, Геннадий Иванович в детстве часто менял места жительства и учебы. Жил в нескольких городах России, Восточной и Западной Украины. В 1962 году, после окончания школы в городе Ефремов, поступил учиться на биолого-почвенный факультет Воронежского государственного университета. Со второго курса университета по ходатайству ректора МГУ, академика И. Г. Петровского и академика А. Н. Белозерского был переведен на кафедру биохимии растений (ныне кафедра молекулярной биологии) Московского государственного университета для специализации в области биохимии наследственности.
После окончания МГУ г. Наумов был оставлен на кафедре биохимии растений для продолжения учебы. С 1966 по 1969 год учился в аспирантуре МГУ. Работал в Межфакультетской лаборатории биоорганической химии МГУ. Дипломную и аспирантскую работы выполнял под руководством известного энзимолога профессора В. В. Юркевича (Бухарина), бывшего аспиранта академика А. И. Опарина.
В 1970 году защитил кандидатскую диссертацию на тему: «Изменчивость биохимических признаков, используемых в таксономии дрожжей» по специальности «биохимия».
Геннадий Иванович Наумов является воспитанником научных школ академика А. И. Опарина, А. Н. Белозерского, члена-корреспондента РАН И. А. Захарова-Гезехуса, на него оказали влияние работы О. Винге (Карлсбергская лаборатория) и В. И. Кудрявцева.
С 1969 года Г. И. Наумов работал во Всесоюзном НИИ генетики и селекции промышленных микроорганизмов (ФГУП ГосНИИ генетика) на должностях: старшего научного сотрудника, главного научного сотрудника, заведующего сектором и лабораторией молекулярной генетики, таксономии и экологии дрожжей. В разное время работал в командировках в молекулярно-генетических лабораториях США, Финляндии, Франции, Венгрии, Голландии, Словакии, Бразилии, Испании, Англии, Дании, Швеции, Тайваня и др.
Область научных интересов: молекулярная генетика дрожжей.  В настоящее время Г. И. Наумов занимается изучением  биоконтролирующих дрожжей-пробиотиков родов Saccharomyces и Kluyveromyces.
В 1978 году Г. И. Наумов защитил докторскую диссертацию на тему: «Сравнительная генетика признаков, используемых в таксономии дрожжей» по специальности «генетика». В 1981 года — профессор по специальности «генетика».
Под руководством ученого было подготовлено и защищено 16 кандидатских диссертаций, а  И. И. Толсторуков и Е. С. Наумова защитили докторские диссертации.  Г. И. Наумов является автором около 340 научных статей. Печатался в журналах «Экологическая генетика», «Генетика» и др.

## Награды и звания
- Медаль «В память 850-летия Москвы».

## Труды
- Сравнительная генетика признаков, используемых в таксономии дрожжей. М. 1987.